# Chelonus punctipennis
Chelonus punctipennis är en stekelart som beskrevs av Mccomb 1968. Chelonus punctipennis ingår i släktet Chelonus och familjen bracksteklar. Inga underarter finns listade i Catalogue of Life.